# Green Fields of France

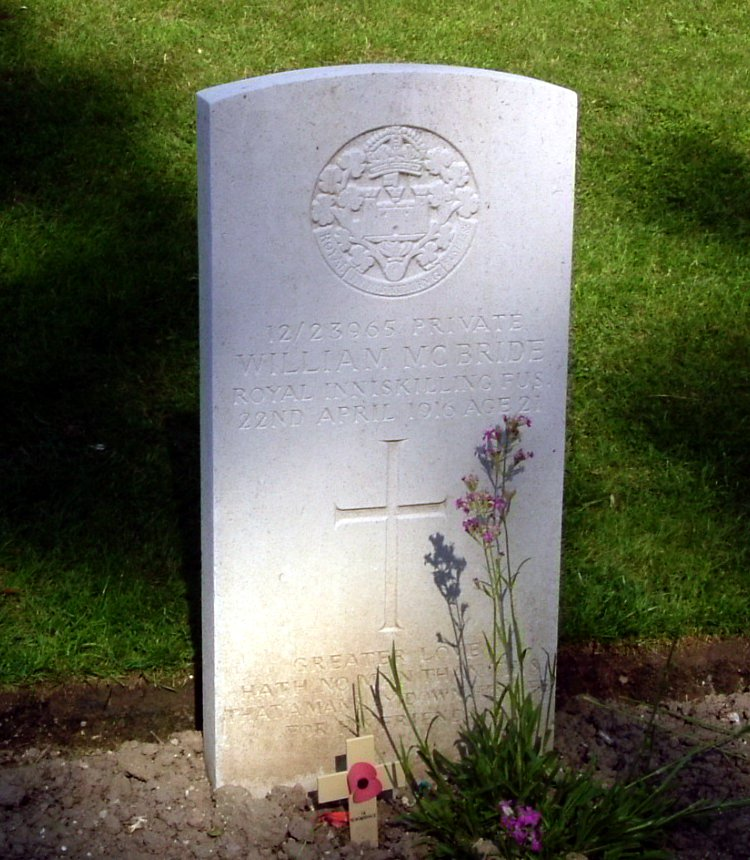
Das Grab eines „Willie McBride“, gestorben 1916.

Das Lied The Green Fields of France heißt mit Originaltitel No Man’s Land und ist auch als Willie McBride bekannt. Es wurde 1976 vom schottisch-australischen Singer-Songwriter Eric Bogle geschrieben und häufig gecovert. Es beschreibt Gedanken über einen jungen Mann, der im Ersten Weltkrieg fiel. Der Refrain spielt auf die beiden Lieder The Last Post und The Flowers of the Forest an.

„Dies ist ein Lied, welches über die Militärfriedhöfe in Flandern und Nordfrankreich geschrieben ist. 1976 besuchten meine Frau und ich drei oder vier dieser Friedhöfe und sahen all die gefallenen jungen Soldaten dort.“

Gemäß dem Lied war der Soldat Willie McBride 19 Jahre alt, als er 1916 fiel. Nach Informationen des Commonwealth War Graves Commission gab es acht Soldaten, die William McBride hießen, und sechs weitere, die als W. McBride bekannt waren. Jedoch starb keiner von ihnen 1916 mit 19 Jahren.
Nach Piet Chielens, der Koordinator des In Flanders Fields War Museum in Ypern (Belgien), gab es einen William McBride, auf den diese Daten zutreffen. Dieser liegt auf dem britischen Friedhof in Authuille begraben, wo die Inniskilling Fusiliers als Teil der 29. Division stationiert waren.
Es ist aber nicht sicher, ob dieser dem Willy McBride aus dem Lied entspricht oder ob dieser eine fiktive Person ist.

## Aufnahmen
Die Version der Fureys wurde irische Nummer 1 in den Single-Charts und hielt sich dort 28 Wochen.
Hannes Wader nahm eine deutsche Version des Liedes unter dem Titel „Es ist an der Zeit“ auf. Er übersetzte den Text relativ frei und änderte den Refrain in eine Anklage: „Ja auch dich haben sie schon genau so belogen, so wie sie es mit uns heute immer noch tun. Und du hast ihnen alles gegeben, deine Kraft, deine Jugend, dein Leben.“ Seine Version wurde zu einer Hymne der Friedensbewegung in den Achtzigern.
1981 veröffentlichte Helmut Debus auf seinem Album „As een Stroom“ mit Suldat Janssen eine plattdeutsche Version von No Man’s Land (The Green Fields of France). 
Eine weitere bekannte Version stammt von den Dropkick Murphys und wurde auf deren Album The Warrior’s Code (2005) veröffentlicht. 